# جائزة نيوزيلندا الكبرى 1979
جائزة نيوزيلندا الكبرى 1979 هو سباق فورمولا 1 أقيم بتاريخ 6 يناير 1979 في نيوزيلندا. حلّ الإيطالي تيو فابي أولا.